# Doctor Manhattan
El Doctor Manhattan (Dr. Jonathan Osterman) es un personaje ficticio de DC Comics creado por el escritor Alan Moore y el artista Dave Gibbons. Debutó en la novela gráfica de serie limitada, Watchmen.
La serie se destaca por abordar cuestiones metafísicas, siendo el Doctor Manhattan el principal exponente. A menudo se lo usa como ejemplo de un dios post-humano. El Doctor Manhattan apareció más tarde en la precuela del cómic Before Watchmen.
En 2016, como parte del relanzamiento Rebirth de DC Comics, Manhattan se convirtió en un personaje importante en el Universo DC. Se reveló que él era responsable del evento  Flashpoint, creando la línea de tiempo / universo The New 52 en el proceso, un factor que eliminó 10 años de la historia de los personajes de DC. Eso lo llevó a convertirse en uno de los personajes principales de la miniserie Doomsday Clock, publicada de 2017 a 2019.
Doctor Manhattan hizo su primer debut de acción en vivo en la película Watchmen de 2009, interpretado por Billy Crudup. También apareció en la serie de televisión limitada de 2019 Watchmen, interpretado por Yahya Abdul-Mateen II en su forma original interpretado por Darrell Snedeger.

## Historial de publicaciones
Doctor Manhattan se basó parcialmente en el Capitán Átomo de DC Comics, quien en la propuesta original de Moore, estaba rodeado por la sombra de una amenaza nuclear. Sin embargo, Moore descubrió que podía hacer más con Manhattan como "un superhéroe supremo" de lo que podría haber hecho con el Capitán Átomo. Moore buscó profundizar en la física nuclear y la mecánica cuántica al construir el personaje del Doctor Manhattan. Creía que un personaje que viviera en un universo cuántico no percibiría el tiempo desde una perspectiva lineal, lo que influiría en la percepción del personaje de los asuntos humanos. Moore también quería evitar crear un personaje sin emociones como Spock de Star Trek, por lo que permitió que el Doctor Manhattan conservara los "hábitos humanos", pero finalmente se alejara de ellos y de la humanidad en general. Gibbons había creado el personaje azul Rogue Trooper y reutilizó el motivo de piel azul para el Doctor Manhattan, ya que se parece a la piel tonalmente, pero con un matiz diferente. Moore incorporó color a la historia y Gibbons notó que el resto del esquema de color del cómic hacía que Manhattan fuera único. Moore recordó que no estaba seguro de si DC permitiría a los creadores representar al personaje completamente desnudo, lo que influyó parcialmente en la forma en que retrataron al personaje. Gibbons quería representar con buen gusto la desnudez de Manhattan, seleccionando cuidadosamente cuando estaba de frente se producirían disparos y le darían genitales "discretos", como una escultura clásica, para que el lector no lo notara inicialmente. La frente del Dr. Manhattan está marcada con la estructura atómica del hidrógeno, que él mismo se puso, declinando un casco con el símbolo del átomo.

## Historia del personaje

### Origen
Jonathan Osterman nace en 1929 en el seno de una familia germano-estadounidense. Planea seguir los pasos de su padre como relojero, pero cuando EE. UU. lanza la bomba atómica sobre Hiroshima, su padre declara obsoleta su profesión y obliga a Jon a estudiar física nuclear. Este punto de inflexión presagia la percepción "exterior" del tiempo del Doctor Manhattan como predeterminado y todas las cosas dentro de él como determinadas, incluidas las reacciones y emociones de Manhattan.
Jon asiste a la Universidad de Princeton y se gradúa con un Ph.D. en física atómica. A principios de 1959, se traslada a una base de investigación en Gila Flats, donde se realizan experimentos en los "campos intrínsecos" de los objetos físicos que, si se manipulan, provocan su desintegración. Aquí conoce a Janey Slater, una compañera investigadora; finalmente se convierten en amantes. Durante una visita a un parque de diversiones en Nueva Jersey, el reloj de pulsera de Janey se rompe y Jon promete arreglarlo. Un mes después, Jon se da cuenta de que dejó el reloj reparado en su bata de laboratorio que está dentro de una cámara de prueba. Cuando entra para recuperarlo, la puerta de la cámara de prueba se cierra detrás de él y lo deja adentro. Los investigadores de afuera no pueden abrir la puerta o anular la cuenta regresiva, y la fuerza del generador hace pedazos a Jon.
Una serie de eventos extraños y apariciones fantasmales ocurren durante los próximos meses, lo que lleva a los investigadores a especular que el área está encantada. Después de una serie de apariciones corporales parciales, se hace evidente que Jon se está reformando progresivamente. Cada vez, la aparición dura solo unos segundos: primero un sistema nervioso incorpóreo que incluye el cerebro y los ojos; luego un sistema circulatorio; y luego un esqueleto parcialmente musculoso. Jon finalmente reaparece como un hombre alto, musculoso, sin pelo, desnudo y de piel azul, que brilla con un "destello de ultravioleta".

### Antes deWatchmen
Jon se convierte gradualmente en un peón del gobierno de los Estados Unidos. Le da el nombre en clave "Doctor Manhattan", una referencia al Proyecto Manhattan, y un disfraz que acepta a regañadientes. El Doctor Manhattan elige una representación de un átomo de hidrógeno como su emblema. Declara que su sencillez enciende su respeto; en consecuencia, quema sin dolor la marca en su frente. Esta preferencia por los mecanismos materiales marca el comienzo de su decadencia humana. Con el tiempo, se quita el uniforme poco a poco. A fines de la década de 1970, se niega a usar nada excepto durante las apariciones públicas obligatorias.
La presencia del Dr. Manhattan inclina la balanza de la Guerra Fría a favor de Occidente y, como resultado, la política exterior de Estados Unidos se vuelve más militarista. A pedido del Presidente Richard Nixon, asegura una victoria estadounidense en la Guerra de Vietnam, lo que le permite a Nixon derogar la 22ª Enmienda y cumplir hasta cinco mandatos. Lejos de resolver las tensiones internacionales subyacentes, la presencia de Manhattan las exacerba mientras sofoca su expresión, lo que inevitablemente conduce al desastre. Toda la trama de Watchmen ocurre durante la cuenta atrás para una guerra nuclear.
Manhattan pasa gran parte de su tiempo realizando investigaciones. Él es el único responsable del cambio a los vehículos eléctricos, y Adrian Veidt le atribuye haber causado un gran salto en una miríada de sectores de la ciencia y la tecnología. Como resultado, la tecnología del 1985 alternativo del universo Watchmen es mucho más avanzada. Durante la única reunión del grupo Crimebusters, Manhattan se siente atraída por Laurie Juspeczyk, la segunda Silk Spectre. Su relación con Janey termina amargamente y comienza a salir con Laurie.

### Eventos deWatchmen
Al comienzo de Watchmen, Manhattan trabaja en el Centro de Investigación Militar Rockefeller, donde vive con Laurie. Rorschach les informa sobre el asesinato de Edward Blake, también conocido como el Comediante, y les advierte que todos los antiguos aventureros disfrazados están siendo atacados por un "asesino enmascarado". Debido a que trabaja para el gobierno de los EE. UU., Manhattan está exento de una ley federal que prohíbe a los héroes disfrazados. Manhattan descarta a Rorschach teletransportándolo afuera y anima a Laurie a salir con Dan Dreiberg, el segundo Nite Owl. Poco tiempo después, Manhattan asiste al funeral de Blake con Veidt y Dreiberg. Reflexiona sobre su asociación con Blake durante la guerra de Vietnam y siente la presencia del antiguo villano, Moloch.
Durante una aparición en un programa de entrevistas, un reportero tiende una emboscada a Manhattan con acusaciones de que causó cáncer en sus antiguos socios, incluida Janey. Buscando la soledad, Manhattan se transporta a Marte. La Unión Soviética aprovecha su ausencia invadiendo Afganistán, desatando una crisis internacional. Finalmente, Manhattan lleva a Laurie a Marte para discutir por qué debería ayudar a la humanidad. Laurie, sin darse cuenta, gana la discusión después de darse cuenta de que su padre es Blake, un hombre al que despreciaba por agredir sexualmente a su madre. Manhattan está asombrado por los eventos improbables que ocurrieron para dar como resultado el nacimiento de Laurie, una cadena de eventos que él ve como un sorprendente "milagro termodinámico". Al darse cuenta de que tal milagro puede aplicarse a cualquier ser vivo en la Tierra, se convence a Manhattan de que regrese para proteger a la humanidad, en lugar de ignorarlo como algo insignificante.
Se descubre que Veidt incriminó a Brooklyn. Era parte de su complot para evitar la Tercera Guerra Mundial atacando Nueva York con un monstruo diseñado, matando a la mitad de la ciudad en el proceso. Aunque Manhattan y Laurie regresan demasiado tarde para detener a Veidt, se teletransportan a su base en la Antártida para enfrentarlo. Veidt intenta desintegrar Manhattan, solo para que Manhattan se recupere más rápido de lo que Veidt esperaba. Al ver que el plan de Veidt ha evitado la guerra, Manhattan se da cuenta de que exponerlo sería demasiado peligroso para la vida en la Tierra y acepta permanecer en silencio. Rorschach se va con la intención de exponer la verdad, lo que hace que Manhattan lo vaporice. Manhattan decide partir de la Tierra nuevamente, sugiriendo que desea encontrar una galaxia "menos complicada que esta". Cuando Veidt pregunta si su plan funcionó al final, Manhattan responde: "¿Al final? Nada termina, Adrian. Nada termina nunca".

### En el Universo DC

#### The New 52yDC Rebirth
Después de partir del universo Watchmen, Manhattan se dio cuenta de que el Universo DC estaba lleno de esperanza dentro de la humanidad y viajó allí para encontrar un lugar entre esas personas y comenzar una nueva vida. Pero en algún momento, sus visiones le mostraron una carrera armamentista entre metahumanos que provocó una "Tercera Guerra Mundial" entrante , lo que llevó a Manhattan a tener una confrontación con Superman, y luego vio "nada". Esta revelación llevó a Manhattan a modificar la línea de tiempo principal del Universo DC para arreglar las fisuras causadas por las diversas Crisis en el Multiverso; sin saber que fue obra de Perpetua liberarse de la Muro de la fuente. Sin embargo, esas acciones no obtendrían el resultado esperado y conducirían a la creación de The New 52.
Durante los eventos de Flashpoint, Manhattan engañó a Pandora para que convenciera a Barry Allen de fusionar tres líneas de tiempo separadas (el Universo DC, el Universo Wildstorm y títulos seleccionados de Vertigo) para crear Tierra Prima. La fusión le permitió borrar diez años del universo revertido, lo que no solo revirtió la edad de sus habitantes en diez años, sino que también provocó las múltiples resurrecciones de varios personajes fallecidos.
En la nueva línea de tiempo, Manhattan evita que el último mago del Consejo de la Eternidad le revele a Pandora cómo abrir la caja con forma de calavera, y mata a Owlman y Metron después de que el primero intenta acceder a los secretos del universo. Sin embargo, la Convergencia causada por Brainiac y Telos restauró el Multiverso, recuperando la línea de tiempo anterior a Flashpoint.
El Doctor Manhattan usó a Abra Kadabra para atrapar a Wally West dentro de la Fuerza de la Velocidad, y esta modificación en la línea de tiempo también provocó que los otros velocistas Jesse Quick, Bart Allen, Jay Garrick y Max Mercury fueran eliminados de la historia y atrapados en Fuerza de la Velocidad. Sin embargo, Wally West fue salvado por Barry, iniciando así los eventos de DC Rebirth. El Doctor Manhattan luego mata a Pandora después de que ella finalmente se da cuenta de que él era el responsable de todos los pecados por los que había sido culpada. Más tarde, Barry y Batman comenzaron a investigar la fuerza desconocida detrás de estos cambios, aprendiendo de Lilith Clay que "Manhattan" era un pensamiento prominente en la mente de Kadabra cuando se atribuyó la responsabilidad de eliminar a Wally de la historia.
Eobard Thawne ataca a Batman mientras estudia un botón con una cara sonriente manchado de sangre que quedó incrustado en la pared de la Batcave. Cuando Thawne levanta el botón, es teletransportado brevemente y regresa con la mitad izquierda de su cuerpo carbonizada hasta los huesos. Justo antes de su muerte, afirma haber visto a "Dios". Usando la cinta de correr cósmica para perseguir la radiación emitida por el botón en la corriente temporal, Batman y Barry descubren a Thawne mientras intentaba llegar a "Dios". Al llegar a la figura invisible, Thawne aumentó su capacidad de existir como una paradoja antes de que Manhattan lo vaporizara, dejando solo el botón. Algún tiempo después, Manhattan levanta el botón mientras recuerda su diálogo con Laurie.
Manhattan pone a Bruce Wayne en contacto con Flashpoint Thomas Wayne, quien le dice a su hijo que no se convierta en Batman antes de su "muerte" y la destrucción de la última línea de tiempo de Flashpoint, lo que provocó que Bruce no respondiera a la Bati-señal la noche siguiente. Manhattan también salva a Jor-El de la destrucción de Krypton antes de condicionarlo a ver solo lo peor de la humanidad. Jor-El asume la identidad de Mister Oz y trata de convencer a su hijo Kal-El, o Superman, para abandonar la Tierra. Sin embargo, cuando Jor-El comienza a darse cuenta de que ha estado presionando demasiado a su hijo, lo alejan. Superman reconoce las advertencias de Jor-El incluso cuando rechaza su misantropía. Todo lo cual fue para probar la voluntad y la esperanza de los dos héroes principales de los Universos DC.
Durante los eventos de Heroes in Crisis, Batman sospecha que la masacre en Sanctuary podría estar relacionada con las acciones de Manhattan. Más tarde se demostró que esta teoría era parcialmente cierta, ya que Wally se pone en contacto con la silla Mobius de Metron, que le otorga parte de los poderes de Manhattan.

#### Eventos deDoomsday Clock
Durante los eventos de Doomsday Clock, siete años después de los eventos ambientados en el universo Watchmen, Ozymandias (Adrian Veidt) está decidido a encontrar al Doctor Manhattan para restaurar el mundo del caos después de que su plan anterior para la paz mundial fuera expuesto por el diario de Rorschach. Veidt narra que puede rastrear al Doctor Manhattan porque el Doctor Manhattan pierde electrones cuando su campo intrínseco fue despojado durante su accidente inicial y un evento causado por Veidt. Usando el Owlship al túnel cuántico, acompañado por Rorschach II, Marionette y Mime, Veidt sigue el rastro de electrones dejado por el Doctor Manhattan hasta el Universo DC, donde aterrizan en Gotham City. Más tarde, se revela que el Doctor Manhattan es responsable de evitar la muerte del Comediante al teletransportarlo al Universo DC.
El Doctor Manhattan recuerda varios eventos en los que mató indirectamente a Alan Scott y, por lo tanto, provocó cambios en la línea de tiempo. El 16 de julio de 1940, Alan Scott viajaba en un tren sobre un puente que se derrumbaba, pero sobrevivió agarrándose a una linterna verde. Continúa su vida, finalmente "sentado en una mesa redonda con una máscara" y luego testificando ante el Comité de Actividades Antiamericanas de la Cámara, pero negándose a implicar a nadie a su servicio. El 16 de julio de 1940, nuevamente, el Doctor Manhattan mueve la linterna verde seis pulgadas fuera de su alcance para que Alan Scott muera en el accidente de tren. y no deja familia atrás, ya que la linterna verde pasa por diferentes lugares. En una casa de diversión en la actualidad, Bubastis II comienza a brillar, por lo que Ozymandias lo acerca a la linterna para permitirle alimentarse de las energías temporales del Doctor Manhattan que quedan en el linterna y, por lo tanto, fuerza al Doctor Manhattan a su ubicación actual. El Doctor Manhattan inmediatamente procede a transportarse a sí mismo y al grupo Watchmen, separándolos de Batman y Joker. Le dice a Ozymandias que no regresará a su mundo porque está en medio de algo. Él revela que no mató a Marionette en el robo años atrás, porque vio lo que haría su hijo y que ella está embarazada nuevamente. También revela que Ozymandias le mintió a Rorschach sobre tener cáncer, por lo que Ozymandias le admite a Rorschach que lo engañó y lo usó para su ayuda. Luego, el Doctor Manhattan les dice a todos que vino al Universo DC en busca de un lugar entre ellos, pero que vio una visión de "el más esperanzado entre ellos. Dirigiéndose hacia [él]. Ahora sin esperanza", y luego nada en el futuro. El Doctor Manhattan devuelve al equipo a la casa de la diversión. Regresa a Marte, reflexionando sobre una visión ambientada un mes en su futuro: un enfrentamiento con Superman, eso puede resultar en que Superman destruya al Doctor Manhattan o que el Doctor Manhattan destruya todo.
En Marte, mirando un Anillo de la Legión que una vez perteneció a Ferro Lad, el Doctor Manhattan contempla los eventos en los que Ferro Lad sacrificó su vida para salvar el sol de la Tierra y por lo tanto hizo que su anillo se moviera a través del tiempo, los eventos en los que movió la linterna de Alan Scott y por lo tanto hizo que el anillo nunca existiera, así como su enfrentamiento con Superman dentro de una semana. En la Tierra, Batman y Superman se están recuperando de una explosión masiva, que ha producido una niebla de partículas de taquiones que oscurece el pasado y el futuro inmediatos del Doctor Manhattan. Mientras tanto, después de rastrear la firma energética de la explosión hasta Marte, muchos de los superhéroes de la Tierra viajan en varias naves espaciales a Marte para enfrentarse al presunto perpetrador. Sin embargo, Batman cree que están siendo "jugados", ya que no está seguro de si tienen a la persona adecuada. Con los héroes que rodean al Doctor Manhattan, Detective Marciano transmite telepáticamente la visión final de Superman del Doctor Manhattan a todos. Los héroes creen que el Doctor Manhattan está tratando de destruir a Superman y a todos ellos antes de que Superman lo destruya a él. Como el Doctor Manhattan lidia fácilmente con los ataques de los héroes, curiosamente examina y revela la naturaleza del espectro emocional al diseccionar el anillo de poder de Guy Gardner y afirmar que la magia utilizada por Liga de la Justicia Oscura proviene de los "restos de la Creación". Para probar el punto de que incluso la esperanza decae, le muestra a Ronnie Raymond que el profesor Martin Stein provocó deliberadamente las circunstancias en las que Raymond y Stein se fusionaron en Firestorm para aprender más sobre los metahumanos desde adentro. De vuelta en Marte, negándose a creer los eventos del pasado que se mostraron, Firestorm ataca y daña al Doctor Manhattan, por lo que los héroes se dan cuenta de que el Doctor Manhattan no es invulnerable y lo destruyen. Sin embargo, los superhéroes observan conmocionados cómo el Doctor Manhattan se reconstituye antes de atacarlos e incapacitarlos.
Mientras incapacita a los héroes restantes, el Doctor Manhattan recuerda la primera vez que llegó al Universo DC el 18 de abril de 1938. Conoce a Carver Colman. Mientras hablan en un restaurante, el Doctor Manhattan ve todos los momentos del futuro de Carver hasta su muerte antes del 19 de abril de 1955. Al escuchar las noticias de un hombre misterioso que levantó un auto sobre su cabeza, el Doctor Manhattan se va y es testigo de la primera aparición de la Edad de Oro. Superhombre. A partir de ahí, es testigo de los comienzos de Alan Scott/Linterna Verde, Jay Garrick/The Flash, Hawkman, Átomo, Doctor Fate, Sandman, Spectre y Hourman, y la formación de la Sociedad de la Justicia de América. El Doctor Manhattan luego ve una línea de tiempo diferente donde Superman nunca fue miembro de la JSA y apareció por primera vez en 1956 (Edad de Plata/Tierra-1). El Doctor Manhattan es testigo de varias variaciones de la muerte de los padres adoptivos de Superman: Jonathan y Martha Kent, los orígenes de Superman, y también cuando un joven Superboy conoció a la Legión de Super-Héroes. Para apaciguar su curiosidad, el Doctor Manhattan aleja a Green Lantern de Alan Scott, evitando la creación de Green Lantern y la formación de la JSA, para ver cómo los cambios afectan a Superman. Al hacer esto, el Doctor Manhattan se da cuenta de que este universo no es parte del Multiverso, sino del Metaverso, con el Multiverso reaccionando a los cambios dentro de este universo (por eso ha habido infinitos mundos paralelos, ninguno en absoluto, 52 universos, y un multiverso oscuro). Después de haber cambiado la historia en el Metaverso, el Doctor Manhattan creó el Universo New 52, y cuando es testigo de la primera aparición del Superman New 52, se enfrenta a Wally West del Universo Pre-Flashpoint, quien escapa brevemente de la Fuerza de la Velocidad para advertirle que sabe lo que hizo el Doctor Manhattan y que los héroes del Universo DC lo detendrán, antes de ser arrastrado de regreso a la Fuerza de la Velocidad. El Doctor Manhattan compara la apariencia de Wally con el Metaverso que se defiende de los cambios que se le han hecho, una esperanza innata que lucha por salir a la superficie. Regresa a Carver Colman el 8 de junio de 1954, 10 segundos antes de que su madre lo mate, y piensa en el futuro que ve donde Superman lo ataca, creyendo que morirá a manos de Superman o destruirá el Metaverso. Volviendo al presente, el Doctor Manhattan regresa a la Tierra y se plantea que es un ser de inacción en curso de colisión con un hombre de acción (Superman), y de este universo de esperanza, se ha convertido en el villano.
Después de llegar a la Tierra, Manhattan se encuentra con Superman en persona durante la invasión de la Casa Blanca por parte de Black Adam, con Ozymandias observando. Manhattan es testigo de la pelea de Superman con Black Adam y el equipo de superhéroes de Rusia llamado People's Heroes. Finalmente le revela a Superman que él es quien ha estado manipulando la realidad y que también causó la muerte de Jonathan y Martha Kent. Manhattan espera que Superman lo ataque, pero Superman lo protege de Pozhar y luego le dice que debe usar sus poderes para siempre. Manhattan está inspirado en el heroísmo de Superman y su papel fundamental en el tejido de la realidad; deshace parte de sus acciones, restaurando gran parte de las líneas de tiempo anteriores a New 52. Muchos personajes vuelven a existir, incluidos los padres de Superman. Manhattan también retrocede en el tiempo y cambia el futuro de Carver Colman para mejor. Luego regresa al universo Watchmen, trayendo consigo a Rorschach y Ozymandias. Manhattan salva su Tierra haciendo desaparecer todas las armas nucleares. Luego, se lleva al hijo pequeño de Mime y Marionette con él y procede a criarlo solo, por lo que se convertirá en el equivalente de Superman en su planeta. Su último pensamiento se dirige a lo que podría haber sido su vida si no se hubiera convertido en el Doctor Manhattan: Janey lo convence de que no recupere el reloj para que no se vea involucrado en el incidente que le habría dado sus poderes; se casa con Janey y forman una familia juntos, tienen dos hijas y un hijo, viviendo una vida sin preocupaciones por el tiempo. Él sonríe por última vez, creyendo que es un sueño agradable para vivir. El Doctor Manhattan luego se borra de la existencia, transfiriendo su fuerza vital al Planeta y sus poderes al hijo de Mime y Marionette. Deja al niño, a quien ha llamado Clark, para que sea adoptado por Nite Owl y Silk Spectre.

#### Después deDoomsday Clock
Durante los eventos de Dark Nights: Death Metal, Wally West revela que la energía del Doctor Manhattan es Connective Energy, y después de restaurar el Universo DC, los miembros de la Quintaesencia usaron esa misma energía contra Perpetua. El Batman Que Ríe toma prisionero a Wally para obtener los poderes de Manhattan, pero Wonder Woman sugiere usar tanto Connective como Crisis Energies para crear un "Anti-Crisis". El evento también presenta el "Final Bruce Wayne", una versión fusionada de Batman y el Doctor Manhattan creada cuando un Batman del universo alternativo recrea el accidente que transformó al Doctor Manhattan en un ser divino. Batman Who Laughs pudo capturar esta alternativa y extraer su cerebro antes de que pudiera aprovechar adecuadamente sus poderes, lo que le permitió a Batman Who Laughs trasplantarse a sí mismo en el cuerpo, transformando al villano en "The Darkest Knight" para crear un Multiverso que consiste en el caos.

## Poderes y habilidades
Jon es el único personaje de Watchmen que posee superpoderes. A lo largo de Watchmen, se muestra absolutamente poderoso e invulnerable a todo daño; incluso cuando su cuerpo se desintegra, puede reconstruirlo en cuestión de segundos y permanece ileso. Es capaz de alterar su tamaño según sus necesidades, por ejemplo, reconstruyéndose en una forma mucho más grande. Puede lanzar objetos enormes sin esfuerzo con sus manos. También es incapaz de agotarse. Jon tiene total conciencia y control sobre las partículas atómicas y subatómicas. También es un omniquinético. No necesita aire, agua, comida ni sueño, y es inmortal. Puede teletransportarse a sí mismo y a otros a distancias ilimitadas. También es capaz de un verdadero vuelo, aunque solo usa la levitación en la mayoría de sus apariciones. Debido a su percepción del tiempo, ve su pasado, presente y futuro simultáneamente.
Jon puede pasar cualquier parte de su cuerpo a través de objetos sólidos sin dañarlos; producir múltiples copias de sí mismo que funcionan independientemente unas de otras; proyectar energía destructiva; desintegrar a la gente; crear campos de fuerza; transmutar, crear y destruir la materia; mover objetos sin tocarlos físicamente (telequinesis); entropía inversa; reparar cualquier cosa, sin importar cuán dañada esté; y, sugiere, crear vida. También afirma haber caminado sobre la superficie del sol. En un momento se afirma que, en caso de una guerra nuclear, sería capaz de destruir misiles nucleares soviéticos y al mismo tiempo 'destruir' grandes áreas de Rusia. Como resultado de estas capacidades, Jon se convierte en el centro de la estrategia de disuasión de la Guerra Fría de los Estados Unidos.
También es capaz de manipular la realidad como mejor le parezca mediante el uso de la manipulación del tiempo, como se vio cuando borró diez años del Universo DC, cuando Barry Allen intentó que su universo original volviera a la normalidad. La intervención de Jon hizo que se formara la línea de tiempo The New 52, dentro de la cual la mayoría de los superhéroes son más jóvenes y menos experimentados, y la mayoría de ellos pierden sus relaciones más importantes antes de comenzar. Sin embargo, a pesar de su inmenso poder, no pudo borrar o matar permanentemente a Eobard Thawne, el Reverse-Flash.

## En otros medios

### Televisión
- El Doctor Manhattan aparece en Watchmen: Motion Comic, donde él, junto con todos los demás personajes de la serie, es expresado por Tom Stechschulte.[30]
- En Teen Titans Go!, episodio "Yearbook Madness", la firma del Doctor Manhattan aparece junto a muchas otras en el anuario de Starfire.
- El Doctor Manhattan aparece en Watchmen, interpretado por Yahya Abdul-Mateen II. Aparece por primera vez como Cal Abar, quien es el esposo de Angela Abar, también conocida como Sister Night. Se revela que a pesar de su desapego progresivo de (y crecimiento más allá) de la humanidad, Manhattan ha cambiado de rumbo y una vez más desea el amor y una relación con una mujer. Finalmente es destruido, pero, en el final de la serie, se insinúa que transfirió algunos de sus poderes a Angela.

### Cine
- El Doctor Manhattan aparece en Watchmen, interpretado por Billy Crudup con la apariencia física de Greg Plitt[31] con Jaryd Heidrick interpretando al joven Jon Osterman en flashbacks. En la película, Ozymandias usa la investigación energética del Doctor Manhattan para destruir varias ciudades grandes en todo el mundo, lo incrimina y lo usa como chivo expiatorio para lograr la paz. Jon acorrala a Adrian en Karnak y, como en los libros, deja a Laurie para ir a Marte, después de haber matado a Rorschach.

### Videojuegos
- El Doctor Manhattan aparece en una cortaescena en Watchmen: el fin está cerca, con la voz de Crispin Freeman.[32]